# 마키아발포르토레
마키아발포르토레(이탈리아어: Macchia Valfortore)는 이탈리아 몰리세주 캄포바소도의 코무네다.

## 역사
칸나에 전투에서 한니발에게 패배한 가이우스 테렌티우스 바로 지휘하의 로마군이 카르타고와 싸우기 위해 칸나에로 가던 도중에 초기의 마키아였던 마클라(Maccla)라는 도시에서 아영을 했다. 그로 인해 고대 로마군의 장비가 가끔식 이 지역에서 발견이 된다. 로마가 약해지던 416년에 롱보드 반달족에 의해 패배한 고트족이 점령한다. 롱보드 반달족은 568년에서 982년까지 지배를 하나 후에 비잔티움 제국에게 점령당한다.